# Ceresium guamum
Ceresium guamum là một loài bọ cánh cứng trong họ Cerambycidae.